# Шон Гарріс
Шон Гарріс (англ. Sean Harris; нар. 7 січня 1966, Бетнал-Грін, Тауер-Гемлетс, Лондон, Англія, Велика Британія) — англійський актор. Найбільш відомий за роллю Мікелетто Кореле в телесеріалі «Борджіа» і Соломона Лейна в фільмах «Місія нездійсненна: Нація ізгоїв» і «Місія нездійсненна: Фолаут».

## Раннє життя та освіта
Шон Гарріс народився в Лондоні, проте виріс в Норіджі, графство Норфолк. У 23 роки він переїхав до Лондона і навчався в Лондонському Драматичному Центрі (англ. Drama Centre London) з 1989 року по 1992 рік Гарріс працює по системі Станіславського.

## Фільмографія

### Кіно
| Рік  | Назва українською                | Назва англійською                  | Роль                   | Примітки        |
| ---- | -------------------------------- | ---------------------------------- | ---------------------- | --------------- |
| 1997 |                                  | Two Half-Times to Hell             | Том                    | короткометражка |
| 1997 | Мокра справа                     | Wet Work                           | Шон                    | короткометражка |
| 1999 | Ісус. Бог і людина               | Jesus                              | Фома (апостол)         |                 |
| 2001 | Відкриття небес                  | The Discovery of Heaven            | Барт Борк              |                 |
| 2001 |                                  | The Bilsons                        | Перрі                  | короткометражка |
| 2002 | Справжня любов                   | True Love (Once Removed)           | Стівен                 | короткометражка |
| 2002 | Том і Томас                      | Tom & Thomas                       | Кевін                  |                 |
| 2002 | Цілодобові тусовщики             | 24 Hour Party People' '            | Ієн Кертіс             |                 |
| 2002 | День зарплати                    | Pay Day                            | Енді                   | короткометражка |
| 2003 |                                  | Nicotine Yellow                    | Дигги                  | короткометражка |
| 2004 | Травма                           | Trauma                             | Роланд                 |                 |
| 2004 | Кріп                             | Creep                              | Крейг «Кріп»           |                 |
| 2004 |                                  | The Hare                           | солдат                 |                 |
| 2005 | Божевілля                        | Asylum                             | Нік                    |                 |
| 2005 | Мара                             | Frozen                             | Харрікейн Френк        |                 |
| 2005 | Брати Рок-н-Ролл                 | Brothers of the Head               | Нік Сідні              |                 |
| 2005 | ізоляція                         | Isolation                          | Джеймі                 |                 |
| 2007 | Поза законом                     | Outlaw                             | Саймон Хіллер          |                 |
| 2007 | Сакс                             | Saxon                              | Едді                   |                 |
| 2009 | Гаррі Браун                      | Harry Brown                        | стреч                  |                 |
| 2010 | Рідний син                       | Native Son                         | Джон                   | короткометражка |
| 2010 | Брайтонський льодяник            | Brighton Rock                      | Хейл                   |                 |
| 2011 | Викрадена                        | A Lonely Place to Die              | містер Кідд            |                 |
| 2012 | Прометей                         | Prometheus                         | геолог Файфілд         |                 |
| 2014 | Визволи нас від зла              | Deliver Us from Evil               | Сантіно                |                 |
| 2014 | 71                               | '71' '                             | капітан Сенді Браунінг |                 |
| 2014 | Серена                           | Serena                             | Кемпбелл               |                 |
| 2015 | Гооб                             | The Goob                           | Джині Вомак            |                 |
| 2015 | Втрачений рай?                   | Paradise Lost?                     | Сатана                 | короткометражка |
| 2015 | Місія нездійсненна: Нація ізгоїв | Mission: Impossible — Rogue Nation | Соломон Лейн           |                 |
| 2015 | Макбет                           | Macbeth                            | Макдуф                 |                 |
| 2016 | Наш проти нас                    | Trespass Against Us                | Гордон Беннетт         |                 |
| 2018 | Місія нездійсненна: Фолаут       | Mission: Impossible — Fallout      | Соломон Лейн           |                 |
| 2018 |                                  | Possum                             | лялькар / черевомовець |                 |
| 2019 | Король                           | The King                           | Вільям Гаскойн         |                 |
| 2020 | Жах в Борло: Вигнання            | The Banishing                      | Гаррі Прайс            |                 |
| 2021 | Легенда про Зеленого лицаря      | The Green Knight                   | Король Артур           |                 |

1. ↑  https://www.empireonline.com/people/sean-harris/